# Otto von Lauenstein
Pour les articles homonymes, voir Lauenstein.
Ernst August Anton Hermann Otto von Lauenstein, né le 1er février 1857 et mort le 3 octobre 1916, est un général prussien qui a servi dans l'armée allemande pendant la première moitié de la Première Guerre mondiale.

## Début de carrière
Otto est le fils de l'homme politique Otto Lauenstein (de) (1829-1902) et de son épouse Ottilie, née Illing (1828-1914). Après des études secondaires à Lunebourg jusqu'en 1875, Lauenstein s'engage en 1876, devenant lieutenant en octobre dans le 18e régiment d'artillerie à Francfort-sur-l'Oder. De 1892 à 1900, il est attaché militaire à Saint-Pétersbourg, puis membre de l'état-major du corps expéditionnaire allemand en Chine (sous les ordres du comte Waldersee) d'août 1900 à 1901 durant la révolte des Boxers.
De 1901 à 1904, Lauenstein est le commandant du 38e régiment d'artillerie de campagne à Stettin, puis en 1904-1905 un attaché militaire auprès de l'armée russe en Mandchourie pendant la guerre russo-japonaise. De 1905 à 1906, il est un des chefs de section du Grand État-Major général à Berlin.
En 1906 il devient aide-de-camp de l'empereur (Diensttuender Flügeladjutant) avec le grade de colonel, puis en 1910 il a le grade de Generalmajor avec le commandement de la 38e brigade d'infanterie à Hanovre. De nouveau représentant militaire à Saint-Pétersbourg en 1911, puis chef d'état-major du 6e corps d'armée à Breslau. De 1912 à 1914, il a le grade de Generalleutnant avec le commandement de la 14e division d'infanterie à Düsseldorf.

## Première Guerre mondiale
Lors de la mobilisation allemande de 1914, il est nommé chef d'état-major de la 2e armée allemande commandée par le général Karl von Bülow. Lors de la première bataille de la Marne, c'est Lauenstein qui décide le 9 septembre au matin avec le lieutenant-colonel Richard Hentsch de faire battre en retraite la 2e armée, ce qui entraine une retraite générale allemande et une victoire française.
Il est muté en décembre 1914 à la tête du 39e corps de réserve (de), participant à la bataille des lacs mazures pendant l'hiver 1914-1915. En 1915, il est nommé à la tête d'un détachement d'armée en Courlande (Armeegruppe Lauenstein).
Lauenstein tombe malade durant l'été 1916 et il se démet de ses fonctions le 7 juillet ; il meurt en octobre.